# 森田誠吾
森田 誠吾（もりた せいご、本名：堀野 誠吾、1925年10月25日 - 2008年10月16日）は、日本の小説家。

## 人物
東京出身。東京府立第一商業学校（現東京都立第一商業高等学校）卒業後旧制東京商科大学（一橋大学の前身）中退。久保栄・滝沢修・薄田研二が結成した東京芸術劇場の研究生となり、特に劇作家久保栄に師事する。久保との関係は久保の死（1958年3月15日）まで続く。森田の『曲亭馬琴遺稿』には、久保の戯曲『火山灰地』（1938年）や長編小説『のぼり窯』（1951年）の影響が見受けられる。
東京芸術劇場解体後、実家の広告制作会社精美堂社長を務めていた。
1981年に『曲亭馬琴遺稿』で作家デビュー。直木賞受賞作執筆後も青春時代を描いた作品を発表する。
同社を経営しながら文筆活動を行っていたが、2008年10月16日、肝不全の為に逝去。82歳没 。

## 経歴
- 1981年 - 『曲亭馬琴遺稿』で第85回直木賞候補。
- 1985年 - 『魚河岸ものがたり』で第94回（1985年下半期）直木三十五賞を受賞（同作品は1987年7月NHK総合でドラマ化された。出演は小林薫、今井美樹ほか）

## 著作
- 「昔いろはかるた」 求竜堂 1970 
  - 「いろはかるたの本」文春文庫
- 「いろはかるた噺」 求竜堂 1973  のちちくま学芸文庫
- 「曲亭馬琴遺稿」新潮社、1981　のち文庫
- 「魚河岸ものがたり」新潮社、1988　のち文庫
- 「銀座八邦亭」 文藝春秋 1987 のち文庫
- 「彩雲」 文藝春秋 1990 のち文庫
- 「江戸の明け暮れ」 新潮社 1992
- 「中島敦」 文春文庫 1995
- 「江戸の夢 忠臣蔵と武玉川」 新潮社 1997
- 「明治人ものがたり」岩波新書、1998